# Surya Bahadur Thapa
Surya Bahadur Thapa est un homme d'État népalais, né le 21 mars 1928 à Dhankuta, et mort le 15 avril 2015.

## Biographie

### Fonction
Il a exercé les fonctions de Premier ministre du Népal à cinq reprises :
- du 23 décembre 1963 au 26 février 1964 ;
- du 26 janvier 1965 au 7 avril 1969 ;
- du 30 mai 1979 au 12 juillet 1983 ;
- du 7 octobre 1997 au 15 avril 1998 ;
- du 5 juin 2003 au 3 juin 2004.